# Vsevolods Zeļonijs
Vsevolods Zeļonijs (Riga, 24 de febrero de 1973) es un deportista letón que compitió en judo.
Participó en cuatro Juegos Olímpicos, entre los años 1992 y 2008, obteniendo una medalla de bronce en Sídney 2000, en la categoría de –73 kg. Ganó una medalla de bronce en el Campeonato Mundial de Judo de 1997 y cinco medallas en el Campeonato Europeo de Judo entre los años 1992 y 2004.

## Palmarés internacional
| Juegos Olímpicos   | Juegos Olímpicos         | Juegos Olímpicos  | Juegos Olímpicos |
| Año                | Lugar                    | Medalla           | Categoría        |
| ------------------ | ------------------------ | ----------------- | ---------------- |
| 2000               | Sídney (Australia)       | Medalla de bronce | –73 kg           |
| Campeonato Mundial |                          |                   |                  |
| Año                | Lugar                    | Medalla           | Categoría        |
| 1997               | París (Francia)          | Medalla de bronce | –71 kg           |
| Campeonato Europeo |                          |                   |                  |
| Año                | Lugar                    | Medalla           | Categoría        |
| 1992               | París (Francia)          | Medalla de plata  | –65 kg           |
| 1993               | Atenas (Grecia)          | Medalla de plata  | –65 kg           |
| 1995               | Birmingham (Reino Unido) | Medalla de plata  | –65 kg           |
| 2002               | Maribor (Eslovenia)      | Medalla de bronce | –73 kg           |
| 2004               | Bucarest (Rumania)       | Medalla de bronce | –73 kg           |